# Хой, Эндрю
Э́ндрю Джеймс Хой OAM (англ. Andrew James Hoy; род. 8 февраля 1959 года, Калкерн, Австралия) — австралийский конник, трёхкратный олимпийский чемпион в командном троеборье. Участник 8 летних Олимпийских игр (рекорд среди австралийцев). Самый возрастной призёр Олимпийских игр в XXI веке (62 года и 175 дней на момент выигрыша наград на Играх 2020 года).

## Спортивная биография
В 1984 году Эндрю Хой в возрасте 25 лет впервые выступил на летних Олимпийских играх. В индивидуальном троеборье австралийский спортсмен занял 15-е место, а в командном турнире вместе со сборной Австралии стал 5-м.
Летние Олимпийские игры 1988 года сложились для Эндрю успешнее, чем предыдущие. В командном троеборье сборная Австралии вновь заняла 5-е место, а в личном троеборье Хой поднялся на 8-е место.
В 1992 году на летних Олимпийских играх в Барселоне Эндрю Хой впервые в карьере стал олимпийским чемпионом. В командном троеборье австралийский конник вместе со сборной Австралии завоевал золото игр. В индивидуальном троеборье Хою совсем немного не хватило для завоевания олимпийской медали, он занял только 5-е место.
На летних Олимпийских играх 1996 года в Атланте Эндрю Хой завоевал своё второе олимпийское золото в командном троеборье. В индивидуальном турнире Хой вновь не смог подняться на пьедестал, заняв лишь 11-е место. Также в Атланте Хой нёс флаг Австралии на церемонии открытия Игр.

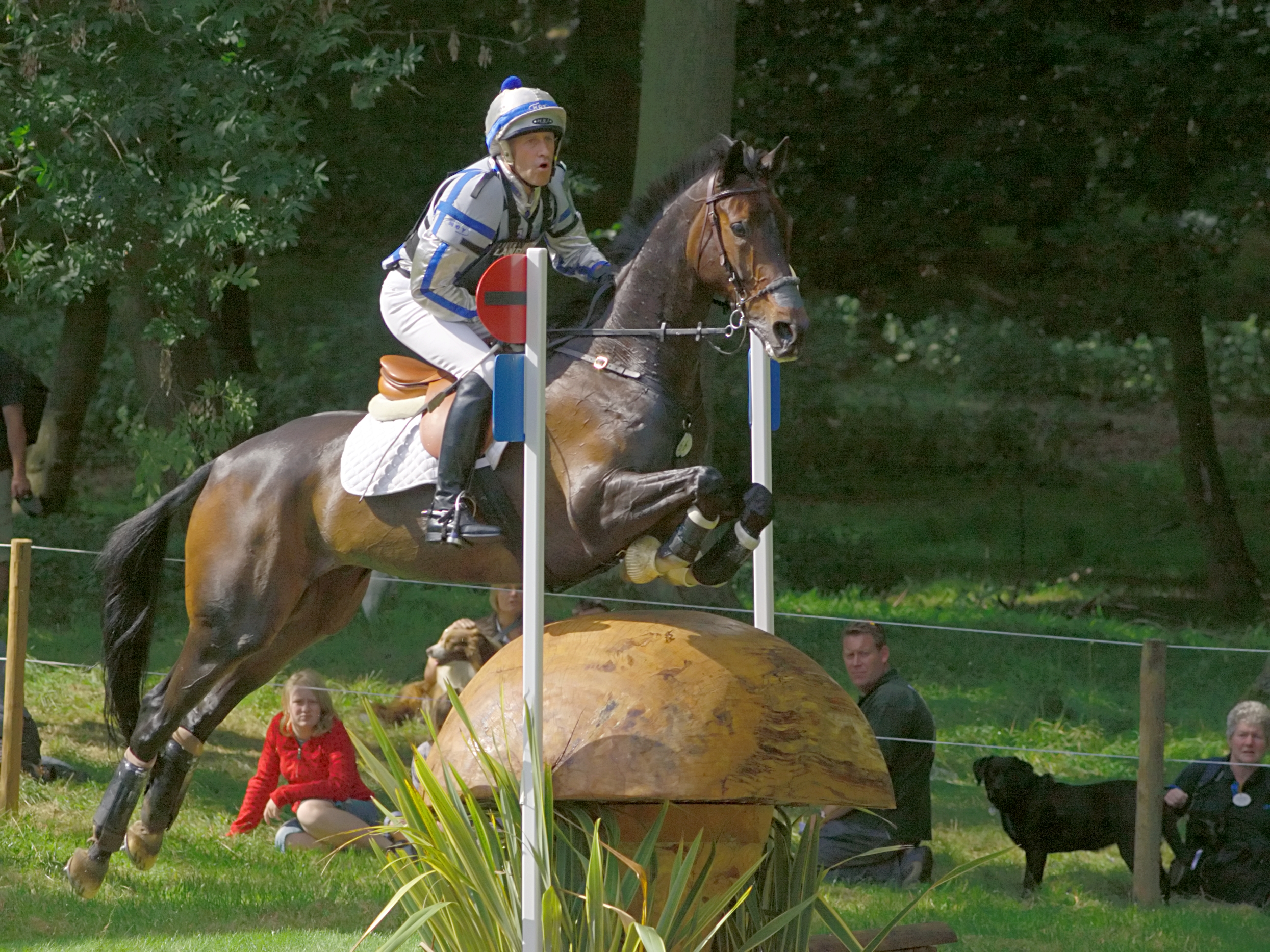
2007 год

В 2000 году летние Олимпийские игры прошли на родине Хоя в Австралии. Эти игры стали самыми успешными в карьере Эндрю. В командном троеборье сборная Австралии, с Хоем в составе, третьи игры подряд завоевала золотые награды игр. В индивидуальном троеборье Крис впервые смог попасть в тройку призёров, став серебряным призёром.
Летние Олимпийские игры 2004 года стали уже шестыми в карьере Хоя. В индивидуальном троеборье Эндрю занял лишь 57-е место, не сумев пройти в финальный этап соревнований. В командном троеборье сборная Австралии впервые с 1988 года не смогла подняться на пьедестал, заняв лишь 6-е место.
В 2008 году Эндрю Хой не принял участие в летних Олимпийских играх в Пекине.
Приняв участие в летних Олимпийских играх 2012 года в Лондоне, Хой стал первым австралийцем, выступившим на семи Олимпийских играх. В соревнованиях в командном троеборье Эндрю вместе со сборной Австралии занял 6-е место, а в личном зачёте Хой стал 13-м.
Хой пропустил Олимпийские игры 2016 года, но в возрасте 62 лет в седле Vassily de Lassos вернулся на Олимпийские игры в Токио и выиграл две медали — серебро в командах и бронзу в личном первенстве, став одним из самых возрастных призёров в истории Олимпийских игр (самый возрастной призёр в XXI веке и второй по возрасту в период после Второй мировой войны). Хой стал четвёртым конником в истории, который выступил как минимум на 8 Олимпийских играх.

## Результаты на Олимпийских играх
| Дисциплина          | 1984 | 1988 | 1992 | 1996 | 2000 | 2004 | 2008 | 2012 | 2016 | 2020 |
| ------------------- | ---- | ---- | ---- | ---- | ---- | ---- | ---- | ---- | ---- | ---- |
| Личное троеборье    | 15   | 8    | 5    | 11   | 2    | 57   | н/д  | 13   | н/д  | 3    |
| Командное троеборье | 5    | 5    | 1    | 1    | 1    | 6    | н/д  | 6    | н/д  | 2    |

## Личная жизнь
- До 2011 года был женат на немецкой спортсменке Беттине Хой (Овереш)[3], которая была призёром Олимпийских игр 1984 года в конном спорте.